# Fiodor Judin
Fiodor Iwanowicz Judin, ros. Федор Иванович Юдин (ur. 5 lutego?/17 lutego 1900 w Peterhofie, zm. 28 lutego 1974 w Zagorsku) – rosyjski duchowny prawosławny.
Miał wykształcenie muzyczne. Od 1919 r. był psalmistą w cerkwi św. Serafina w Peterhofie, zaś od 1920 r. w soborze Świętych Piotra i Pawła w Peterhofie. Na początku listopada 1922 r. został diakonem, zaś w 1927 r. protodiakonem soboru. Od 1936 r. posługiwał w soborze św. Mikołaja i Objawienia Pańskiego w Petersburgu, od początku marca 1938 r. w soborze św. Włodzimierza, zaś od sierpnia 1940 r. z powrotem w poprzedniej świątyni. Po ataku wojsk niemieckich na ZSRR 22 czerwca 1941 r., pozostał na okupowanych terenach. Od końca 1941 r. służył w ramach Pskowskiej Misji Prawosławnej w cerkwi św. Atanazego w Gdowie. Od początku 1944 r. pełnił funkcję protodiakona przy arcybiskupie Narwy Pawle (Dmitrowskim). Po wyzwoleniu miasta przez Armię Czerwoną został aresztowany przez NKWD pod koniec października tego roku. Po procesie skazano go na początku stycznia 1945 r. na karę 20 lat łagrów. Odbywał ją w Kraju Komi. Pod koniec marca 1955 r. w wyniku amnestii wyszedł na wolność. Posługiwał w soborze katedralnym w Rydze, a następnie w soborze Zmartwychwstania Pańskiego w Narwie. W 1958 r. został nadetatowym protodiakonem w Leningradzie. Od początku czerwca tego roku służył w Petersburgu w cmentarnej cerkwi Smoleńskiej Ikony Matki Bożej, zaś od 1963 r. w Ławrze Troicko-Siergijewskiej.